# 룩셈부르크의 군주
룩셈부르크는 922년부터 백작, 공작, 대공이 다스려 왔다.

## 백작
| 사진 초상화              | 이름                         | 출생년월일      | 사망년월일       | 통치기간                         | 비고                                   |
| 룩셈부르크 왕가          | 룩셈부르크 왕가              | 룩셈부르크 왕가 | 룩셈부르크 왕가  | 룩셈부르크 왕가                  | 룩셈부르크 왕가                        |
| ------------------------ | ---------------------------- | --------------- | ---------------- | -------------------------------- | -------------------------------------- |
|                          | 지크프리트 반 룩셈부르크     | 922년           | 998년 10월 28일  | 963년~998년 10월 28일            |                                        |
|                          | 앙리 1세                     | 964년           | 1026년 2월 27일  | 988년 10월 28일~1026년 2월 27일  |                                        |
|                          | 앙리 2세                     | 1007년          | 1059년 8월 14일  | 1026년 2월 27일~1047년 8월 16일  |                                        |
|                          | 길버트 반 룩셈부르크         | 1007년          | 1059년 8월 14일  | 1047년 8월 16일~1059년 8월 14일  |                                        |
|                          | 콘라드 1세                   | 1040년          | 1086년 8월 8일   | 1059년 8월 14일~1086년 8월 8일   |                                        |
|                          | 앙리 3세                     | 1070년          | 1096년           | 1086년 8월 8일~1096년            |                                        |
|                          | 기욤 1세                     | 1081년          | 1131년           | 1096년~1131년                    |                                        |
|                          | 콘라드 2세                   | 1106년          | 1136년           | 1131년~1136년                    |                                        |
| 룩셈부르크 나무르 가문   |                              |                 |                  |                                  |                                        |
|                          | 앙리 4세                     | 1112년          | 1196년 8월 14일  | 1136년~1189년                    |                                        |
| 호엔슈타우펜 왕가        |                              |                 |                  |                                  |                                        |
|                          | 부르고뉴 공작 오토 1세       | 1170년 6월/7월  | 1200년 7월 13일  | 1196년~1197년                    |                                        |
| 룩셈부르크 나무르 가문   |                              |                 |                  |                                  |                                        |
|                          | 룩셈부르크 여백작 에르메신데 | 1186년 7월      | 1247년 2월 12일  | 1197년~1247년 2월 12일           |                                        |
|                          | 바르 백작 테오발드 1세       | 1158년          | 1214년 2월 13일  | 1197년~1214년 2월 13일           | 에르메신데의 첫 부군. 공동통치자.      |
|                          | 림부르크 공작 워레리안 3세   | 1180년          | 1226년 7월 2일   | 1214년 5월~1226년 7월 2일        | 에르메신데의 두 번째 부군. 공동통치자. |
| 룩셈부르크 림부르크 가문 |                              |                 |                  |                                  |                                        |
|                          | 앙리 5세 금발왕              | 1216년          | 1281년 12월 24일 | 1247년 2월 12일~1281년 12월 24일 |                                        |
|                          | 앙리 6세                     | 1240년          | 1288년 7월 5일   | 1281년 12월 24일~1288년 7월 5일  |                                        |
|                          | 앙리 7세                     | 1270년/1275년   | 1346년 8월 26일  | 1288년 7월 5일~1313년 8월 24일   |                                        |
|                          | 요한                         | 1296년 8월 10일 | 1346년 8월 26일  | 1313년 8월 24일~1346년 8월 26일  |                                        |
|                          | 샤를 1세 가톨릭교도 왕       | 1316년 5월 14일 | 1378년 11월 29일 | 1346년 8월 26일~1353년           |                                        |
|                          | 벤첼 1세                     | 1337년 2월 25일 | 1383년 12월 7일  | 1353년~1354년 3월 13일           |                                        |

## 공작
룩셈부르크 백국은 1354년 3월 13일 공국으로 승격된다.
| 사진 초상화              | 이름                         | 출생년월일               | 사망년월일               | 통치기간                          | 비고                                       |
| 룩셈부르크 림부르크 가문 | 룩셈부르크 림부르크 가문     | 룩셈부르크 림부르크 가문 | 룩셈부르크 림부르크 가문 | 룩셈부르크 림부르크 가문          | 룩셈부르크 림부르크 가문                   |
| ------------------------ | ---------------------------- | ------------------------ | ------------------------ | --------------------------------- | ------------------------------------------ |
|                          | 벤첼 1세                     | 1337년 2월 25일          | 1383년 12월 7일          | 1354년 3월 13일~1383년 12월 7일   |                                            |
|                          | 벤첼 2세                     | 1361년 2월 26일          | 1419년 8월 16일          | 1383년 12월 7일~1388년            |                                            |
|                          | 모라비아 공작 요프스트 Jobst | 1351년 12월              | 1411년 7월 18일          | 1388년~1411년 7월 18일            |                                            |
|                          | 엘리자베트 1세               | 1390년 11월              | 1451년 8월 2일           | 1411년 7월 18일~1443년            |                                            |
|                          | 브라반트 공작 안토니         | 1384년 8월               | 1415년 10월 25일         | 1411년 7월 18일~1415년 10월 25일  | 엘리자베트 1세의 첫 부군. 공동통치자.      |
|                          | 요한 2세                     | 1374년                   | 1425년 7월 6일           | 1418년 3월 10일~1425년 7월 6일    | 엘리자베트 1세의 두 번째 부군. 공동통치자. |
| -                        |                              |                          |                          |                                   |                                            |
|                          | 엘리자베트 1세               | 1390년 11월              | 1451년 8월 2일           | 1443년~1451년 8월 2일             |                                            |
|                          | 라디슬라오                   | 1440년 2월 22일          | 1457년 11월 23일         | 1451년 8월 2일~1457년 11월 23일   |                                            |
|                          | 룩셈부르크 여공작 앤         | 1432년 4월 12일          | 1462년 11월 13일         | 1457년 11월 23일~1462년 11월 13일 |                                            |
|                          | 룩셈부르크 공작 기욤 3세     | 1425년 4월 30일          | 1482년 9월 17일          | 1457년 11월 23일~1462년 11월 13일 | 앤의 부군.                                 |
|                          | 엘리자베트 2세               | 1436년                   | 1505년 8월 30일          | 1462년 11월 13일~1467년           |                                            |
|                          | 카지미르 4세 지겔롱          | 1427년 11월 30일         | 1492년 7월 7일           | 1462년 11월 13일~1467년           | 엘리자베스 2세의 부군.                     |
| 발루아 부르고뉴 가문     |                              |                          |                          |                                   |                                            |
|                          | 필리프 1세                   | 1396년 7월 31일          | 1467년 7월 15일          | 1443년~1467년 7월 15일            |                                            |
|                          | 샤를 2세                     | 1443년 11월 10일         | 1477년 1월 5일           | 1467년 7월 15일~1477년 1월 5일    |                                            |
|                          | 마리 1세                     | 1457년 2월 13일          | 1487년 3월 27일          | 1477년 1월 5일~1487년 3월 27일    |                                            |
| 합스부르크 왕가          |                              |                          |                          |                                   |                                            |
|                          | 막시밀리안 1세               | 1459년 3월 22일          | 1519년 7월 12일          | 1477년 1월 5일~1487년 3월 27일    | 마리의 부군.                               |
|                          | 필리프 2세 미남왕            | 1478년 7월 22일          | 1506년 9월 25일          | 1487년 3월 27일~1506년 9월 25일   |                                            |
|                          | 샤를 3세                     | 1500년 2월 24일          | 1558년 9월 21일          | 1506년 9월 25일~1556년 1월 16일   |                                            |
|                          | 필리프 3세                   | 1527년 3월 21일          | 1558년 9월 21일          | 1556년 1월 16일~1558년 9월 21일   |                                            |
|                          | 이사벨라 클라라 유지니아     | 1566년 8월 12일          | 1633년 12월 1일          | 1598년 5월 6일~1621년 7월 13일    |                                            |
| 앨버트                   | 1559년 11월 15일             | 1621년 7월 13일          |                          | 1598년 5월 6일~1621년 7월 13일    |                                            |
|                          | 필리프 4세                   | 1605년 4월 8일           | 1665년 9월 17일          | 1621년 7월 13일~1665년 9월 17일   |                                            |
|                          | 샤를 4세                     | 1661년 11월 6일          | 1700년 11월 1일          | 1665년 9월 17일~1700년 11월 1일   |                                            |
| 부르봉 왕가              |                              |                          |                          |                                   |                                            |
|                          | 필리프 5세                   | 1683년 12월 19일         | 1746년 7월 9일           | 1700년 11월 1일~1712년            |                                            |
| 비텔스바흐 왕가          |                              |                          |                          |                                   |                                            |
|                          | 막시밀리안 2세 에마누엘      | 1662년 7월 11일          | 1726년 2월 26일          | 1712년~1713년 4월 11일            |                                            |
| 합스부르크 왕가          |                              |                          |                          |                                   |                                            |
|                          | 샤를 5세                     | 1685년 10월 1일          | 1740년 10월 20일         | 1713년 4월 11일~1740년 10월 20일  |                                            |
|                          | 마리 2세 테레지아            | 1717년 5월 13일          | 1780년 11월 29일         | 1740년 10월 20일~1780년 11월 29일 |                                            |
| 합스부르크 로트링겐 왕가 |                              |                          |                          |                                   |                                            |
|                          | 프랜시스 1세                 | 1708년 12월 8일          | 1765년 8월 18일          | 1740년 10월 20일~1765년 8월 18일  | 마리 2세 테레지아의 부군.                  |
|                          | 요세프                       | 1741년 3월 13일          | 1790년 2월 20일          | 1780년 11월 29일~1790년 2월 20일  |                                            |
|                          | 레오폴드                     | 1747년 3월 5일           | 1792년 3월 1일           | 1790년 2월 20일~1792년 3월 1일    |                                            |
|                          | 프랜시스 2세                 | 1768년 2월 12일          | 1835년 3월 2일           | 1792년 3월 1일~1794년             |                                            |

## 대공
룩셈부르크 공국은 나폴레옹 전쟁 시기에 프랑스 제1제국에 합병당한다. 빈 회의에서 대공국으로 승격시키고, 네덜란드 연합 왕국의 빌렘 1세가 기욤 1세가 되어 동군연합을 이루게 하였다. 그러나 빌헬미나가 네덜란드의 여왕이 되자, 살리카 법에 의해서 기욤 3세의 사촌 아돌프 폰 나사우 바일부르크가 대공이 된다. 기욤 4세는 준살리카법을 채택하여, 자신의 딸들에게도 상속권을 주었다. 마리 아델라이드가 여대공이 되지만, 그녀는 결혼을 하지 않아 자녀가 없어 자신의 동생인 샤를로트에게 양위한다.
| 사진 초상화              | 이름               | 출생년월일         | 사망년월일            | 통치기간                          | 비고                           |
| 오라녜 나사우 왕가       | 오라녜 나사우 왕가 | 오라녜 나사우 왕가 | 오라녜 나사우 왕가    | 오라녜 나사우 왕가                | 오라녜 나사우 왕가             |
| ------------------------ | ------------------ | ------------------ | --------------------- | --------------------------------- | ------------------------------ |
|                          | 기욤 1세           | 1772년 8월 24일    | 1843년 12월 12일 71세 | 1815년 3월 15일~1840년 10월 7일   |                                |
|                          | 기욤 2세           | 1792년 12월 6일    | 1849년 3월 17일 57세  | 1840년 10월 7일~1849년 3월 17일   |                                |
|                          | 기욤 3세           | 1817년 2월 17일    | 1890년 11월 23일 73세 | 1849년 3월 17일~1890년 11월 23일  |                                |
| 나사우 바일부르크 대공가 |                    |                    |                       |                                   |                                |
|                          | 아돌프             | 1817년 7월 24일    | 1905년 11월 17일 88세 | 1890년 11월 23일~1905년 11월 17일 | 네덜란드 왕국과 동군연합 해체. |
|                          | 기욤 4세           | 1852년 4월 22일    | 1912년 2월 25일 59세  | 1905년 11월 17일~1912년 2월 25일  |                                |
|                          | 마리아델라이드     | 1894년 7월 14일    | 1924년 1월 24일 29세  | 1912년 2월 25일~1919년 1월 14일   |                                |
|                          | 샤를로트           | 1896년 1월 23일    | 1985년 7월 9일 89세   | 1919년 1월 14일~1964년 11월 12일  | 마리아델라이드의 여동생.       |
|                          | 장                 | 1921년 1월 5일     | 2019년 4월 23일 98세  | 1964년 11월 12일~2000년 10월 7일  |                                |
|                          | 앙리               | 1955년 4월 16일    | 생존 67세             | 2000년 10월 7일~                  |                                |

## 같이 보기
- 룩셈부르크의 국장
- 룩셈부르크의 총리 목록